# Császár Angela
Császár Angela (Kolozsvár, 1946. március 16. –) Jászai Mari-díjas színművész, tanár, érdemes és kiváló művész.

## Életpályája

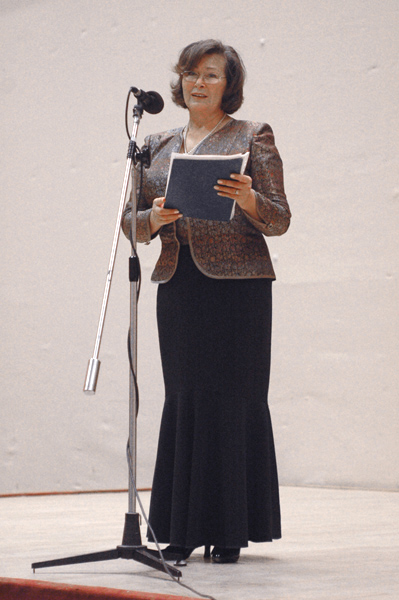
2006. november 9-én, a Harmónia Orvosklub rendezvényén

1964–1968 között a Színház- és Filmművészeti Főiskola hallgatója volt. 1968-tól a Nemzeti Színház, majd 2000-től a Pesti Magyar Színház tagja volt. 1986-tól az Új Nemzeti Színház Alapítvány ügyvezető elnöke. 1993 óta a Nemzeti Színiakadémia, 2000-től pedig a Pesti Magyar Színiakadémia oktatója volt.
Legnagyobb színházi sikere a Budapest Orfeum 10 éves sorozata (1980), amelyből lemez és könyv is született. Turnézott Skandináviában, Izraelben, Ausztráliában. Játszott Torontóban, Chicagóban, St. Louisban.

## Magánélete
Első férje Szabó Kálmán rádiórendező volt. Második férje Szabó József állatorvos. Egy lányuk született, Angela (1987).

## Színházi szerepei
A Színházi adattárban regisztrált bemutatóinak száma: 82. Ugyanitt huszonnégy színházi fotón is látható.
- Mariane (Molière: A fösvény)
- Mariane (Molière: Tartuffe)
- Énekesnő (Molière: Az úrhatnám polgár)
- Euridike (Anouilh: Euridike)
- Cynthia (Albee: Mindent a kertbe)
- Melinda (Katona József: Bánk bán)
- Aglaja (Dosztojevszkij: A félkegyelmű)
- Amra, Mirjám, Cippóra (Madách Imre: Mózes)
- Élektra (Sarkadi-Matkovic-Siklós: A bosszú)
- Veronika (Móricz Zsigmond: Nem élhetek muzsikaszó nélkül)
- Julinka (Osztrovszkij: Jövedelmező állás)
- Capuletné (William Shakespeare: Rómeó és Júlia)
- Zilia (Heltai Jenő: A néma levente)
- Színésznő (Molnár Ferenc: A testőr)
- Vénusz (Hacks: Szép Heléna)
- Hettie (Wesker: A konyha)
- Sarolt (Szörényi Levente–Bródy János: István, a király)
- Anya, Irma asszony (Szörényi–Bródy: Fehér Anna)
- Ledér (Vörösmarty Mihály: Csongor és Tünde)
- Laura (Deval: Francia szobalány)
- Anna (Németh László: Villámfénynél)
- Réka (Szörényi–Lezsák: Atilla Isten kardja)
- Mrs. Campbell (Kilty: Kedves hazug)
- Ősanya (Novák Ferenc: A csodaszarvas)
- Virágné (Hunyady Sándor: Lovagias ügy)
- Erzsébet királyné (Szentmihályi–Szörényi–Bródy: A kiátkozott)
- Volangesné (Laclos–Vidnyánszky: Veszedelmes viszonyok)
- Irma (Marit Tusvik: Kétágyas szoba)
- Fordné (William Shakespeare: A windsori víg nők)
- Junó (Offenbach: Orfeusz az alvilágban)
- Gattó (Szikora Róbert–Vallai Attila: Macskafogó)
- Sutu (Szabó Magda–Bereményi Géza: Az ajtó)
- A lány (Szabó Magda: Az a szép fényes nap)
- Kömény Ignácné (Tamási Áron: Énekes madár)
- Csernátoniné (Csurka István: Megmaradni)
- Birike (Németh László: Erzsébet-nap)
- Piroska (Csiky Gergely: Mukányi)
- Piroska (Örkény István: Sötét galamb)

## Hangjátékok
- Sós György: A harmadik futó (1970)
- Veres Péter: Rossz asszony (1972)
- Hegedűs Géza: A milétoszi hajós (1974)
- Elena Cepceková: Vadszegfű a domboldalon (1975)
- Jókai Mór: Az új földesúr (1975)
- Vihar Béla: A kék tündér hídja (1975)
- Király László: Kék farkasok (1976)
- Papp Éva: Távoli északon (1977)
- Szigligeti Ede: Liliomfi (1980)
- Balázs Béla: Doktor Szélpál Margit (1983)
- Hazalátogató (1983)
- Vercors: Mesék borogatás közben (1983)
- Zajc, Dane: Kukurikú, avagy a kakas összeszedi magát (1983)
- Somlyó György: Cantata Tremenda (1990)
- Szakonyi Károly: A prágai szerelmesek (1993)
- Ördögh Szilveszter: Mária Magdolna evangéliuma (1996)

### Önálló estjei
- Rejtelmek (1976)
- Harang-szavak (1983)
- A dal színésznője (1984)
- Vesztesek (1990)
- A színésznő dalai (1991)
- Tavaszi koncert (1995)

## Filmjei

### Játékfilmek
- Kötelék (1968)
- A beszélő köntös (1969)
- Gyula vitéz télen-nyáron (1970)
- Hekus lettem (1972)
- Vízipók-csodapók (1982)
- Szirmok, virágok, koszorúk (1984)
- Ének a csodaszarvasról (2002)
- Elment az öszöd (2013)
- Magyar Passió (2021)

### Tévéfilmek
- Halász doktor (1968)
- A hetedik kocsi (1971)
- A lámpás (1972)
- Szerelmes pár (1972)
- A palacsintás király 1-2. (1973)
- Pirx kalandjai (1973)
- Asszony a viharban (1974)
- Embersirató (1974)
- Vízipók-csodapók (1980)
- Lóden-show (1980)
- Krétarajz - Szép Ernőről (1980)
- Birtokos eset (1989)
- The Nightmare Years (1989)
- István király (1993)
- Erdélyi dekameron (1995)
- Családi album (1999)
- A titkos háború (2001)
- Kodály Zoltán: Háry János (rajzfilm - Mária Lujza hangja)
- Tengerszem (2002)
- Ligeti legendák
- Illúzió a szerelem
- Budapest Orpheum
- Az őrszem
- Ami a szívemen, a számon

## Szinkronszerepei
- A vágy villamosa: Stella Kowalski – Kim Hunter
- A néma szemtanú: Sam Ryan – Amanda Burton
- Az Onedin család: Anne Webster/Onedin – Anne Stallybrass
- Forma 1: Nanu – Mireille Audibert
- Gyilkosság az Orient expresszen: Mary Debenham – Vanessa Redgrave
- Kórház a város szélén: Dr. Dana Králová – Jana Stepánková
- Kórház a város szélén 20 év múlva: Dr. Dana Králová – Jana Stepánková
- Lángoló part: Anna – Marina Vlady
- Lolita: Charlotte Haze – Shelley Winters
- Star Trek: Kapcsolatfelvétel: Borg királynő (Redgrave)
- Fogságban: Holly Jones – Melissa Leo

## Díjai, elismerései
- Rajz János-díj (1978)
- Farkas–Ratkó-díj (1979, 1983)
- Színikritikusok Díja – Különdíj (1980)
- Jászai Mari-díj (1984)
- A Magyar Köztársasági Érdemrend kiskeresztje (1997)
- Magyar Örökség díj (2010)
- Érdemes művész (2011)
- Főnix díj (2011)
- Kazinczy-díj (2013)
- Tata díszpolgára (2013)
- Kállai Ferenc-életműdíj (2016)[5]
- Tolnay Klári-díj (2018)[6]
- Kiváló művész (2020)
- Hit és hűség díj (2020)[7]